# Municipalnämnd
En municipalnämnd var i Sverige under åren 1900-1970 ett verkställande organ i ett municipalsamhälle, motsvarande kommunalnämnd i en kommun.